# Нова Бекшанка
Нова Бекшанка (рос. Новая Бекшанка) — село в Бариському районі Ульяновської області Російської Федерації.
Населення становить 369 осіб. Входить до складу муніципального утворення Ленінське міське поселення.

## Історія
Від 2004 року входить до складу муніципального утворення Ленінське міське поселення.

## Населення
| 2010 |
| ---- |
| 369  |